# Esteban Beltré
Esteban Beltré Valera (nacido el 26 de diciembre de 1967 en San Pedro de Macorís) es un  ex infielder dominicano que jugó en las Grandes Ligas de Béisbol para los Medias Blancas de Chicago (1991-1992), los Texas Rangers (1994-1995) y Medias Rojas de Boston (1996). En una carrera de cinco temporada, Beltré tuvo promedio de bateo de .237 con un jonrón y 35 carreras impulsadas en 186 partidos jugados.
Beltré jugó en la Liga Dominicana para los Toros del Este, teniendo una destacada participación combinada junto a los hermanos Andújar y Domingo Cedeño en la primera corona nacional del equipo en la temporada 1994-1995.